# Bina Svensson
Jacobina (Bina) Charlotta Svensson, född 17 april 1831 i Göteborg, död 3 december 1921 i Stockholm, var en svensk tecknare och målare.
Hon var dotter till bryggaren Sven Axel Svensson och Charlotta Maria Boustedt och från 1854 gift med grosshandlaren Theodor Dalgren samt halvsyster till Johan Leonard Björkfeldt. Hon var elev i konstnärliga ämnen som gavs av systrarna Emily Nonnen, Charlotte Nonnen, Fanny Nonnen och Ann Nonnen på Liseberg i Göteborg. Hon fick senare möjlighet att vidareutveckla sina konstnärliga anlag under studieresor till Italien, Schweiz och England. I London studerade hon en tid för Egron Lundgren och Edward Richardson. Hon medverkade i konstutställningen i Göteborg 1869. Hon var lärare i akvarellmåleri vid Göteborgs musei ritskola 1868–1870. Hennes konst består av blomsterstilleben, porträtt och till stor del av topografiska motiv utförda i akvarell de gånger hon målade i olja rör det sig om kopior av andra konstnärers verk. Svensson är representerad vid Göteborgs historiska museum med akvarellen Valåsen från Berzeliigatan 1902.